# Dennis Kimetto
Dennis Kimetto (ur. 22 stycznia 1984 w Eldoret) – kenijski lekkoatleta, długodystansowiec.

## Rekordy życiowe
- Półmaraton – 59:14 (2012)
- Bieg na 25 kilometrów – 1:11:18 (2012) rekord świata[1]
- maraton – 2:02:57 (2014) rekord świata[2]